# 매슈 루이스 (배우)
매슈 루이스(Matthew Lewis, 1989년 6월 27일 ~ )는 잉글랜드의 배우이다. 해리 포터 영화 시리즈의 네빌 롱바텀 역으로 유명하다.

## 출연 작품
- 해리포터와 마법사의 돌
- 해리포터와 비밀의 방
- 해리포터와 아즈카반의 죄수
- 해리포터와 불의 잔
- 해리포터와 불사조 기사단
- 해리포터와 혼혈왕자
- 해리포터와 죽음의 성물 1부
- 해리포터와 죽음의 성물 2부
- 미 비포 유
- 터미널
- 베이비 돈